# Vok III. z Holštejna

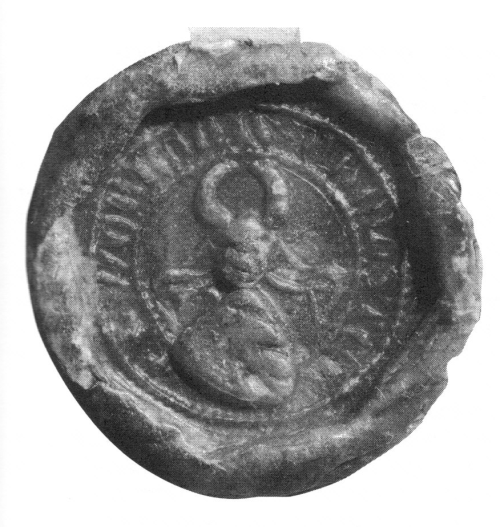
Pečeť Voka III z Holštejna z roku 1385

Vok III. z Holštejna byl moravský pán z rodu pánů z Holštejna.
Jeho otcem byl Vok II. z Holštejna. První zmínka o Vokovi III. pochází z roku 1385, kdy již jako čerstvě ženatý nechal zapsat věno své ženě Barboře Hauserové na některých vsích holštejnského panství. Vok III. se nenacházel v dobré finanční situaci a tak musel začít rozprodávat některé vzdálené osady. V listinách se Vok III. uvádí jako svědek a ručitel při různých záležitostech. V březnu roku 1392 prodal dům v Brně, což pravděpodobně dokládá jeho odklon od staršího markraběte Jošta. Vok III. se v moravských markraběcích válkách přiklonil na stranu mladšího markraběte Prokopa a ve třetí markraběcí válce již na jeho straně aktivně válčil spolu se svým synem Vokem IV. Straníkům markraběte Jošta působil ve válkách značné škody, což dosvědčují žaloby u soudů. Se svou družinou např. přepadl Líšeň, kde ukradl lidem dobytek a zároveň některé lidi zajal a mučil. V této době byla patrně využívána i hladomorna na hradě Holštejně, kde skončili lidé, kteří se nemohli vykoupit. V tomto období již Vok III. a Vok IV. vystupovali na mnoha listinách společně a proto byli uváděni s přídomkem "starší" a "mladší." Roku 1399 byli papežem exkomunikováni stejně jako všichni ostatní stoupenci markraběte Prokopa, protože páchali krádeže a násilí i na církevních statcích. Roku 1402 poté, co byl markrabě Prokop zajat a uvězněn, Vok IV. se snažil usmířit s církví a s markrabětem Joštem. Poté již aktivně nevystupoval a byl zastíněn aktivitami svého syna Voka IV. Vok III. se ještě objevil na několika žalobách jako žalobce i obžalovaný, a to buď za neplacení dluhů nebo násilnou činnost. Např. v roce 1406 pohnal Vok III. před zemský soud v Olomouci Jana Pušku z Kunštátu na Otaslavicích, že mu vypálil jeho poddané, obral je, pokácel lesy a vypálil vesnice v ceně 600 hřiven. Vok III. zemřel roku 1407.    

## Potomstvo Voka III.
- Vok IV. z Holštejna (1394–1420)
- Ondřej z Holštejna (1402–1414)
- Jiří z Holštejna a Jedovnic (1414–1436)
- Markéta (1408–1416) – manžel Jan Hlaváč z Ronova
- Anna (1409–1436) – mniška kláštera Králové
- Anežka (1417–1437) – 1. manžel Albrecht z Lesnice, 2. manžel Jan Tunkl z Drahanovic